# FH Aachen
Die FH Aachen – University of Applied Sciences ist eine Fachhochschule und hat etwa 15.000 Studierende, 250 Professoren, 470 Lehrbeauftragte sowie 750 Mitarbeiter in Lehre und Forschung. Sie hat als Hauptstandorte Aachen ⊙ und Jülich ⊙ sowie weitere Einrichtungen unter anderem in Köln, Düren, Linnich, Euskirchen und Geilenkirchen. Mit Stand September 2015 bietet die Hochschule 53 Bachelor-, 22 Master- und drei kooperative Studiengänge an. Dritt- und Forschungsmittel betrugen im Jahr 2013 12,8 Millionen Euro.

## Geschichte
1971 wurde die Fachhochschule Aachen gegründet, wobei fünf traditionelle Vorgängerinstitutionen, die Staatlichen Ingenieurschulen Aachen für Textilwesen, Bauwesen (1900 als Baugewerkschule gegründet) und Maschinenwesen (1902 als Maschinenbauschule gegründet) sowie die Kunstgewerbeschule Aachen (gegründet 1904) und die Jülicher Ingenieursschule (gegründet 1957) integriert wurden. In Jülich entstand ein weiterer Standort, der stetig ausgebaut wurde, und mit dem Forschungszentrum Jülich (FZJ), der ehemaligen Kernforschungsanlage Jülich (KFA), kooperiert. In einigen Studiengängen bestehen Kooperationen mit gemeinsamen Lehrveranstaltungen z. B. mit der Zuyd Hogeschool in Maastricht (Niederlande) und der Katholieke Hogeschool Limburg (Belgien).

## Bedeutung und Rankings
Die FH Aachen ist mit über 13.000 Studierenden im WS 2015/2016 eine der zehn größten Fachhochschulen Deutschlands. Der Schwerpunkt liegt in den MINT-Fächern, d. h. den Fächern der Themengebiete Mathematik, Informatik, Naturwissenschaft und Technik sowie den ständig wachsenden Fachbereichen der Wirtschaftswissenschaften und der Gestaltung. Im Ranking 2016 der Wirtschaftswoche belegte die FH Aachen unter allen deutschen Fachhochschulen Platz 1 in Maschinenbau und Elektrotechnik und Platz 3 in Informatik. Im CHE Hochschulranking 2017 erreichte der Fachbereich Wirtschaftswissenschaften der Hochschule beste Bewertungen. Im Jahr 2018 und 2019 erreichte die FH Aachen im Ranking der Wirtschaftswoche erneut den 1. Platz für die Studienfächer Maschinenbau und Elektrotechnik und den 3. Platz für das Studienfach Informatik. In den Jahren 2018 und 2019 erreichte der Fachbereich Elektrotechnik und Informationstechnik jeweils mit dem Bachelor Informatik (2018) und dem Bachelor Elektrotechnik (2019) die Spitzengruppen beim CHE Hochschulranking.

## Standorte
Im Jahr 2016 unterhält die FH Aachen zwei Hauptstandorte: in Aachen und in Jülich. Daneben gibt es am Standort Geilenkirchen das Freshman Institute (Studienkolleg), in dem ausländische Studienbewerber die Hochschulzugangsberechtigung erwerben können, sowie in Herzogenrath das Koordinationsbüro für Duale Studiengänge.
Im Studiengang Holzingenieurwesen werden die Studierenden zusätzlich im Berufsbildungszentrum des Kreises Euskirchen (BZE) am Standort Euskirchen ausgebildet, wo sie an einer Abbundanlage den Holzbau in der Praxis erlernen. Studierende des Studiengangs Schienenfahrzeugtechnik lernen praxisnah im Prüf- und Validationscenter der Siemens AG am Standort Wildenrath.
Weiterhin ist in Düren der in Kooperation mit dem Verein AcIAS gegründete MBA-Studiengang Entrepreneurship lokalisiert. Seit 2010 bietet die FH Aachen außerdem in Kooperation mit umliegenden Firmen und Unternehmen am Studienstandort Köln den Bachelorstudiengang Scientific Programming in Verbindung mit der Ausbildung zum Mathematisch-technischen Softwareentwickler (MATSE) als Duales Studium an.
In Aachen sind die Einrichtungen der FH Aachen ähnlich denen der RWTH Aachen auf mehrere Kernbereiche verteilt.

### Aachen

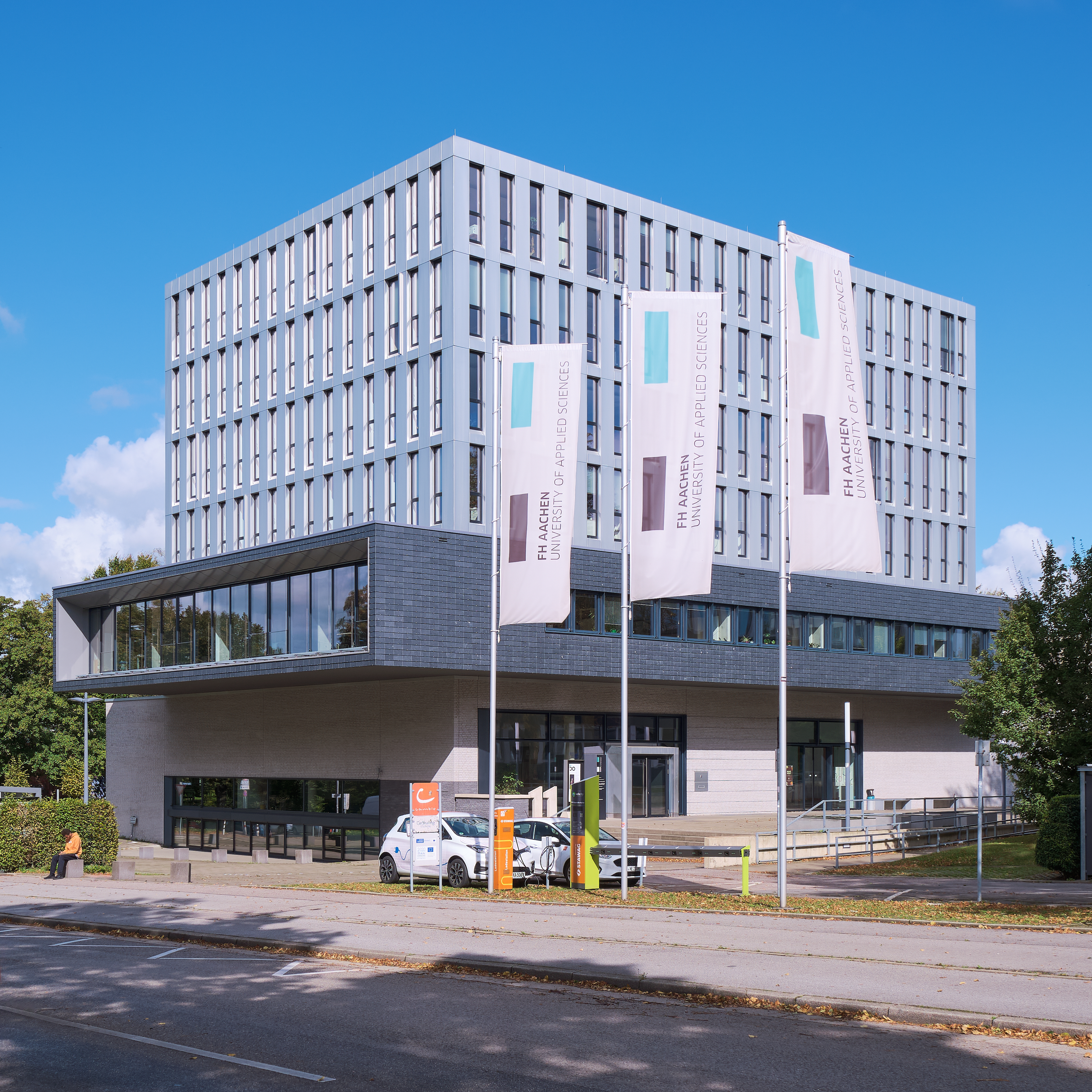
Hauptgebäude der FH Aachen in der Bayernallee

- Der Hochschulrat, der Senat, das Rektorat, die Hochschulverwaltung, der Innovationstransfer (IVT) sowie die Gruppenvertretungen residieren seit Anfang 2015 im FH-Hauptgebäude in der Bayernallee 11.

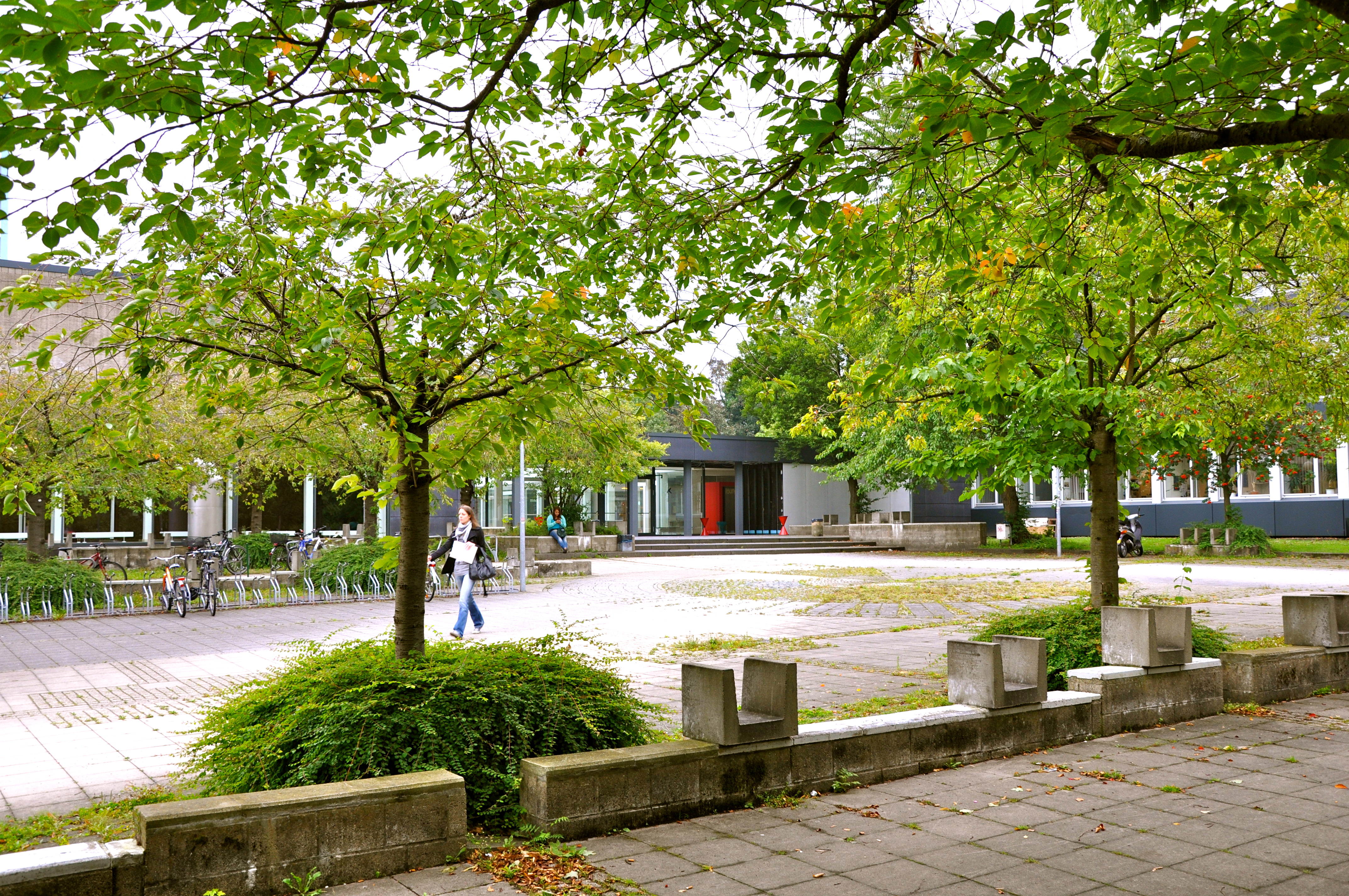
Campus Bayernallee

- In der Bayernallee 9 befinden sich die Fachbereiche Architektur und Bauingenieurwesen.

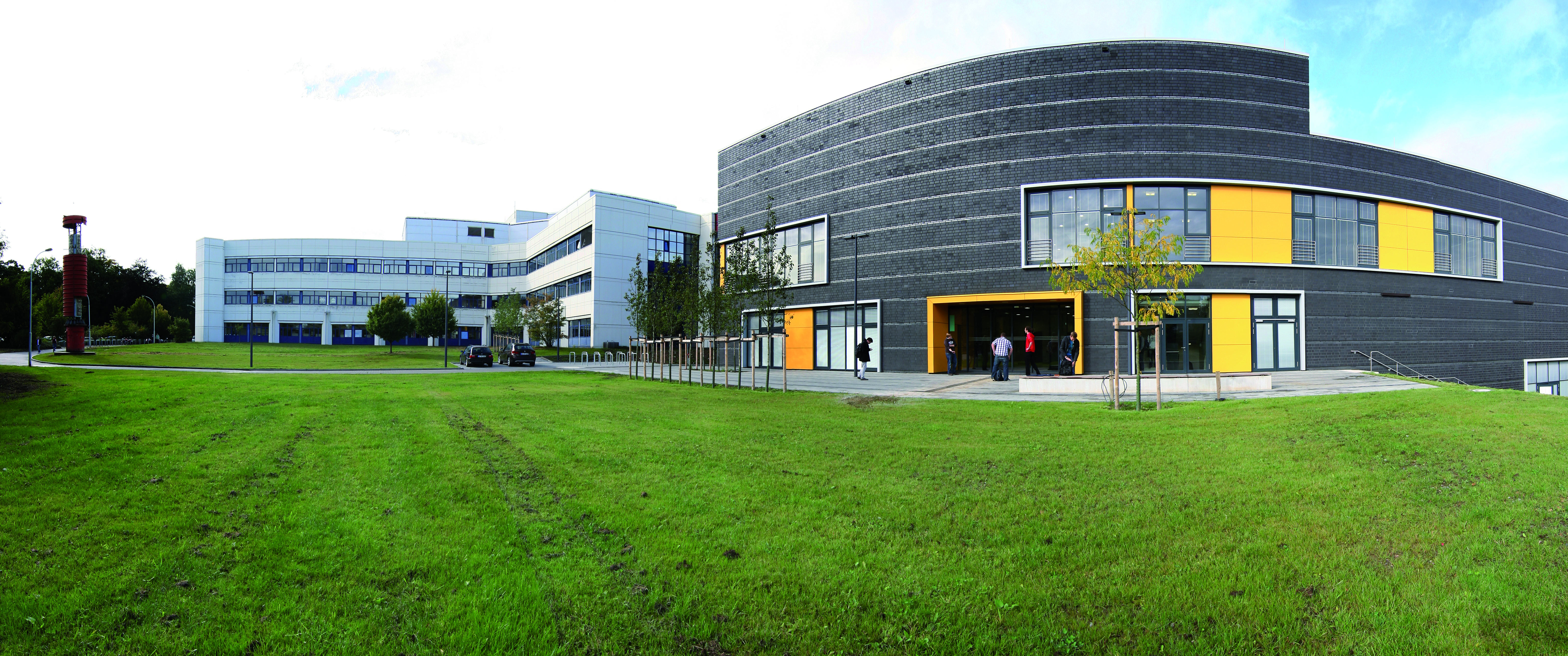
Gebäude der FH Aachen in der Eupener Straße

- Der Campus in der Eupener Straße beherbergt die Fachbereiche Elektrotechnik und Informationstechnik sowie Wirtschaftswissenschaften und das zugehörige International Faculty Office.

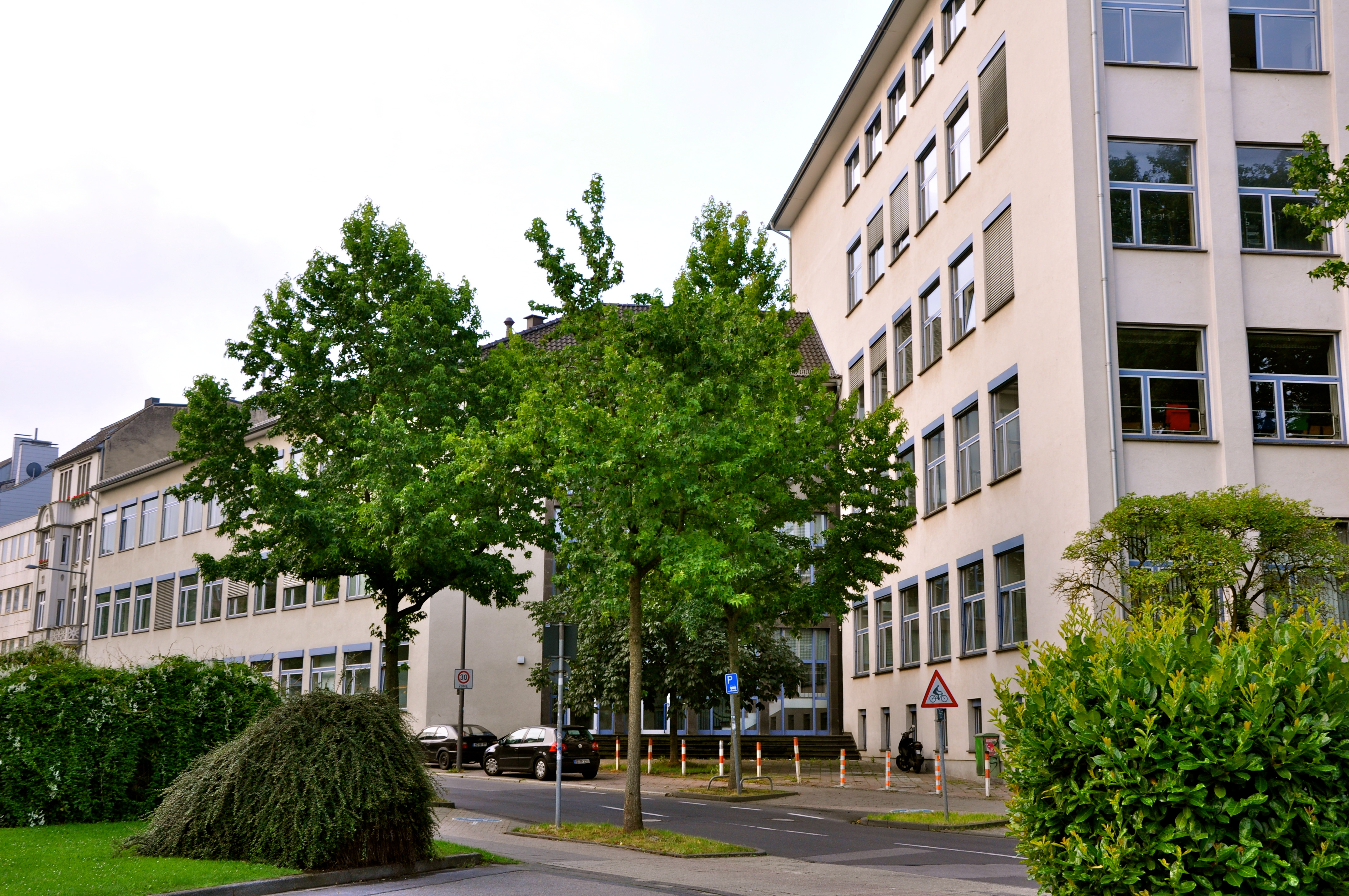
Campus Goethestraße

- In der Goethestraße befindet sich der Fachbereich Maschinenbau und Mechatronik.

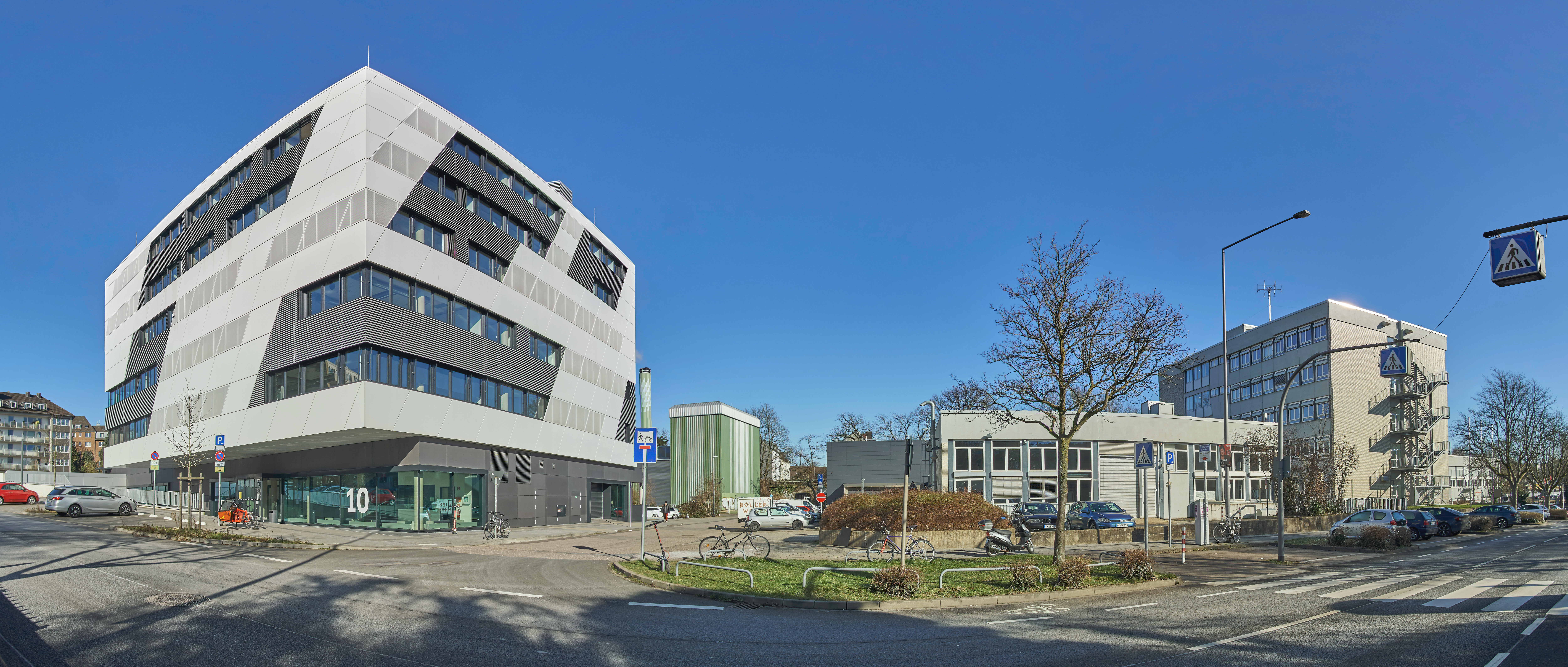
Gebäude der FH Aachen in der Hohenstaufenallee

- In der Hohenstaufenallee ist der Fachbereich Luft- und Raumfahrttechnik beheimatet.

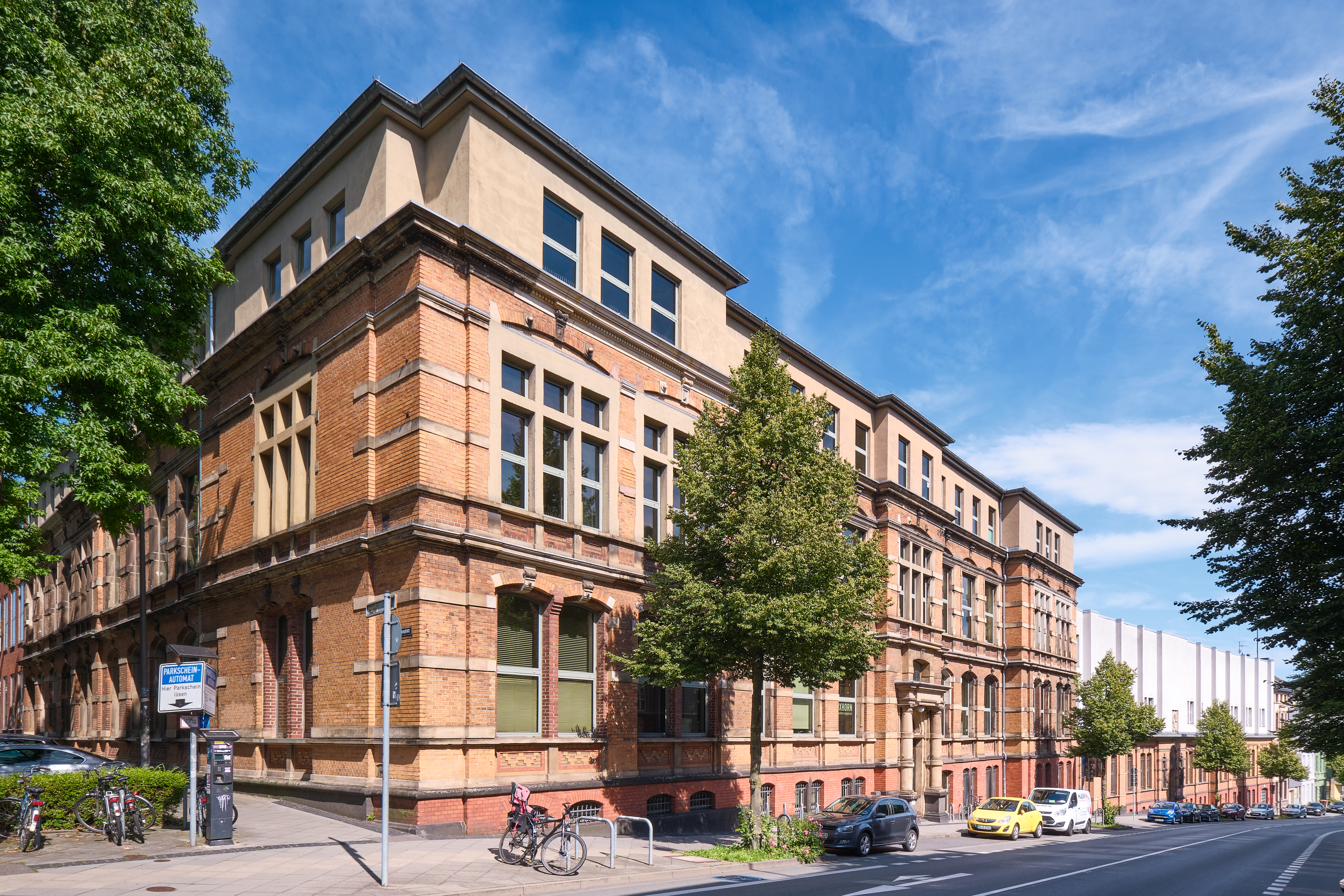
Gebäude Boxgraben

- Am Boxgraben befindet sich der Fachbereich Gestaltung sowie Räume des Fachbereichs Luft- und Raumfahrttechnik.

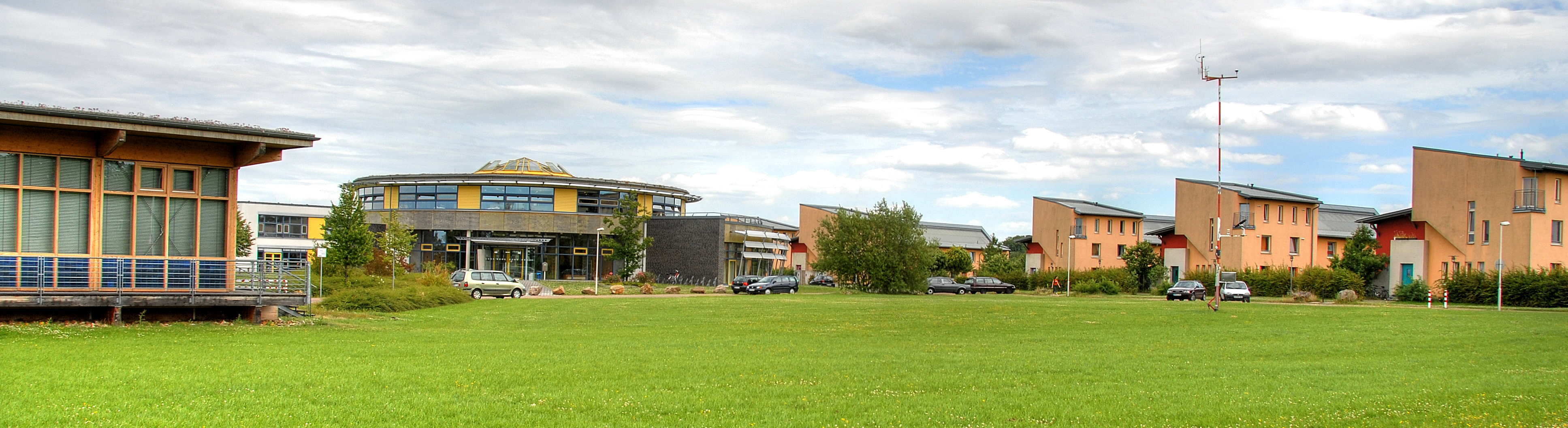
Campus Jülich der FH Aachen

- Von 1980 bis 2010 war ein Teil des Fachbereichs Chemieingenieurwesen in den gemeinsamen Hochschulbauten Melaten (RWTH Aachen und FH Aachen) untergebracht. 2010 erfolgte nach Fertigstellung des Neubaus in Jülich der Umzug dorthin. Seitdem sind dort die drei Fachbereiche „Chemie und Biotechnologie“, „Medizintechnik und Technomathematik“ sowie „Energietechnik“ beheimatet.

### Campus Jülich
Am Standort Jülich liegen alle FH-Gebäude sowie drei Wohnheimkomplexe (SolarCampus I & II, Jan-von-Werth-Straße) unmittelbar beisammen. Seit dem 29. August 2007 entstand dort ein kompletter Neubau eines FH-Gebäudes, der im Sommer 2010 fertiggestellt und bezogen und im November des Jahres offiziell eingeweiht wurde. In Jülich befinden sich die Fachbereiche „Chemie und Biotechnologie“, „Medizintechnik und Technomathematik“ sowie „Energietechnik“.

## Organisation
Die Organisationsstruktur der FH Aachen umfasst neben der Leitung und Verwaltung auch die Fachbereiche der Hochschule. Die vier leitenden Gremien bestehen aus dem Hochschulrat, dem Rektorat, dem Senat sowie der Fachbereichskonferenz.

### Rektorat
Das Rektorat der FH Aachen leitet die wissenschaftliche Arbeit der Hochschule und repräsentiert diese nach außen. Es besteht derzeit (Stand Januar 2024) aus dem kommissarischen Rektor Josef Rosenkranz (seit Ende 2023) sowie aus den amtierenden drei Prorektoren und einer Prorektorin: Josef Rosenkranz (Prorektor für Studium, Lehre und Internationales), Thomas Ritz (Prorektor für Forschung, Innovation und Transfer), Christof Schelthoff (Prorektor für strategische Planung, Finanzierung und Steuerung) und Martina Klocke (Prorektorin für Diversity und Chancengleichheit).
Ebenso ist der Kanzler Volker Stempel (seit 2012) ein Teil des Rektorats. Er leitet die Hochschulverwaltung und die dazugehörigen nicht-wissenschaftlichen Einrichtungen. Die Zentralverwaltung der FH Aachen setzt sich aus sechs Dezernaten zusammen:
- Dezernat Z: Hochschulplanung und Hochschulsteuerung
- Dezernat I: Personal
- Dezernat II: Studentische und akademische Angelegenheiten
- Dezernat III: Finanzen
- Dezernat IV: Gebäudeverwaltung
- Dezernat V: Innovationstransfer

### Zentrale Einrichtungen

#### Student Service Center (SSC)
Seit 2015 gibt es an der FH Aachen das Student Service Center, kurz SSC, das allen Studierenden als erste Anlaufstelle an der Hochschule dient. Das SSC informiert zu den Leistungen des Studierendensekretariats, der Allgemeinen Studienberatung, des Akademischen Auslandsamtes sowie des Career Services. Damit finden Studierende alle zur richtigen Einrichtung für ihr Anliegen und erhalten die nötigen Ansprechpartner.
- Allgemeine Studienberatung: Die Allgemeine Studienberatung berät und unterstützt Studieninteressierte bei der Studienwahl und Studienentscheidung. Während des Studiums ist die Studienberatung Anlaufstelle bei Fragen und Schwierigkeiten im Studienverlauf. Die Allgemeine Studienberatung ist in Aachen angesiedelt und unterhält eine Beratungsstelle am Campus Jülich.
- Studierendensekretariat: Das Studierendensekretariat ist für die Bewerbung, Immatrikulation und Exmatrikulation der Studierenden verantwortlich. Außerdem ist das Studierendensekretariat Ansprechpartner für die Themen Beurlaubung, Auslandssemester, Rückmeldung, Hochschulwechsel und vieles mehr. Das Studierendensekretariat ist im Hauptgebäude der FH Aachen zu finden, ein weiteres befindet sich am Campus Jülich.
- Career Service: Der Career Service stellt die Verbindung zwischen Hochschule und Wirtschaft her und vermittelt Studierende sowie Absolventen zu Unternehmern. Aufgabe und Ziele des Career Service sind die Information, Beratung, Qualifizierung und Vermittlung. Der Career Service ist Kontaktstelle für Arbeitgeber im In- und Ausland und Beratungsstelle für Studierende und Absolventen. Das Career Service befindet sich ebenfalls im Hauptgebäude der FH Aachen.

#### Innovationstransfer (IVT)
Ziel des Innovationstransfers ist es, die Wirtschaft mit der Wissenschaft der Hochschule zusammenzubringen und Forschungsprojekte in Kooperation mit Unternehmen zu begleiten.
Der IVT ist damit Kontaktstelle für die Wissenschaftler der Hochschule sowie für Unternehmen und Industrie, die gemeinsam mit der Hochschule innovative Lösungen fördern und davon profitieren wollen. Er hilft bei Antragsstellungen zu Förderprogrammen oder Patentanmeldungen, informiert auf Messen und vermittelt zu regionalen Akteuren aus Politik, Wirtschaft und Verbänden. Auch Studierende, die ein Unternehmen gründen möchten, finden hier Hilfestellungen.

#### Gründungzentrum
Das Gründungszentrum der FH Aachen unterstützt seit 2020 Studierende, Wissenschaftlerinnen und Wissenschaftler, Absolventinnen und Absolventen sowie Alumni bei der Umsetzung technologieorientierter und wissensbasierter Gründungsvorhaben. Es bietet individuelles Coaching in allen Gründungsphasen, vermittelt praxisnahes Entrepreneurship-Wissen und fördert die Vernetzung mit regionaler Industrie sowie anderen Hochschulen. Schwerpunkte liegen auf Nachhaltigkeit, Digitalisierung und nutzerzentriertem Design.

#### Bibliothek
Die FH Aachen hat an vier Standorten in Aachen (Bayernallee, Boxgraben, Eupener Straße) und Jülich Bibliotheken eingerichtet. Hier finden Studierende Studienliteratur, Fachzeitschriften, Zeitungen, Fachdatenbanken und Normensammlungen, außerdem gibt es dort Lese- und Lernplätze sowie Internet-Zugang. Die Medien können über den Katalog PLUS gefunden werden. Die Bibliothek bietet unter anderem eine Einweisung in die Nutzung des Kataloges, Bibliotheksführungen sowie viele weitere Beratungsangebote an.

#### Studierendenvertretung
- AStA: Der Allgemeine Studierendenausschuss, kurz AStA, bildet die Interessensvertretung der Studierenden der FH Aachen. Der AStA gilt als Sprachrohr der Studierendenschaft und macht sich zur allgemeinen Aufgabe, die Studienbedingungen zu verbessern. Er  besteht aus einem Vorstand und sechs Referaten, die folgende Aufgaben übernehmen: Finanzen, Hochschulpolitik, Soziales, Öffentlichkeitsarbeit, Kommunikation und IT sowie Kultur und politische Bildung. Die Mitglieder werden jedes Jahr durch das Studierendenparlament gewählt.[18]
- Studierendenparlament: Das Studierendenparlament, kurz SP, ist das oberste Gremium der Studierenden der FH Aachen. Diese wählen jährlich die Mitglieder des Studierendenparlaments, das deren Willen zum Ausdruck bringt und über hochschulpolitische Grundsätze entscheidet. Ziel des SP ist es, die Interessen aller Studierenden zu erfassen und Maßnahmen zu deren Verwirklichung vorzuschlagen. Das SP besteht aus maximal 21 Mitgliedern aus unterschiedlichen Fachbereichen der FH Aachen, die unter anderem den AStA wählen und kontrollieren.

## Fachbereiche und Studiengänge
An der FH Aachen gibt es zehn Fachbereiche. Die Fachbereiche Architektur, Bauingenieurwesen, Gestaltung, Elektrotechnik und Informationstechnik, Luft- und Raumfahrttechnik, Wirtschaftswissenschaften und Maschinenbau/Mechatronik sowie die zentrale Hochschulleitung und -verwaltung sind in Aachen ansässig, während die Fachbereiche Chemie, Biotechnologie, Medizintechnik, Technomathematik sowie Energietechnik in Jülich angesiedelt sind.
Studieninteressierte können aus 53 Bachelor- und 24 Masterstudiengängen der Ingenieurwissenschaften, der Wirtschaftswissenschaften und des Designs auswählen. Zusätzlich werden einige Studiengänge als duale und berufsbegleitende Studiengänge angeboten.

### Bachelorstudiengänge 2016
- Angewandte Chemie (B. Sc., Jülich) – auch als dualer Studiengang
- Angewandte Mathematik und Informatik (B. Sc., Jülich) (bis 2018 Scientific Programming) – dualer ausbildungsintegrierender Studiengang
- Applied Chemistry (B. Sc., Jülich) – auslandsorientierter Studiengang
- Architektur (B. A.)
- Augenoptik und Optometrie (berufsbegleitend)
- Bauingenieurwesen (B. Eng.)
- Bauingenieurwesen – Netzingenieur (B. Eng.) – auch als dualer Studiengang
- Betriebswirtschaft/Business Studies (B. Sc.)
- Betriebswirtschaft PLuS (B. Sc.) – dualer ausbildungsintegrierender Studiengang
- Biotechnologie (B. Sc., Jülich)
- Biomedical Engineering (B. Eng., Jülich) – auslandsorientierter Studiengang
- Biomedizinische Technik (B. Eng., Jülich)
- Elektrotechnik (B. Eng., Aachen)
- Elektrotechnik (B. Eng., Jülich)
- Elektrotechnik PLuS (B. Eng., Jülich) – dualer ausbildungsintegrierender Studiengang
- Electrical Engineering (B. Eng.) – auslandsorientierter Studiengang
- European Business Studies (B. Sc.) – internationaler Doppelabschluss-Studiengang
- Fahrzeug- und Antriebstechnik (B. Eng.)
- Global Business and Economics (B.Sc.) - ab WS 2017/2018
- Holzingenieurwesen (B. Eng.)
- Informatik (B. Sc.)
- International Business Studies (B. Sc.) – internationaler Doppelabschluss-Studiengang
- Kommunikationsdesign (B. A.)
- Luft- und Raumfahrttechnik (B. Eng.)
- Luft- und Raumfahrttechnik mit Verkehrspilotenausbildung (B. Eng.) – dualer Studiengang
- Maschinenbau (B. Eng., Aachen)
- Maschinenbau (B. Eng., Energietechnik, Jülich)
- Maschinenbau PLuS (B. Eng., Jülich) – dualer ausbildungsintegrierender Studiengang
- Mechanical Engineering (B. Eng., Jülich) – auslandsorientierter Studiengang
- Mechatronik (B. Eng.)
- Media and Communications for Digital Business (B. Sc.)
- Physikingenieurwesen (B. Eng., Jülich)
- Physical Engineering (B. Eng., Jülich) – auslandsorientierter Studiengang
- Physiotherapie (B. Sc., Jülich) – dualer ausbildungsintegrierender oder berufsbegleitender Studiengang
- Produktdesign (B. A.)
- Prozesstechnik (B. Eng., Jülich) – dualer Studiengang
- Schienenfahrzeugtechnik (B. Eng.)
- Wirtschaftsingenieurwesen (B. Sc.)
- Wirtschaftsrecht (LL. B.)

### Masterstudiengänge 2016
- Aerospace Engineering (M. Sc.)
- Architektur (M. A.)
- Automatisierungs- und Antriebstechnik (M. Eng.)
- Angewandte Polymerwissenschaften (M. Sc., Jülich)
- Bauingenieurwesen (M. Eng.)
- Biomedical Engineering (M. Sc., Jülich)
- Biotechnologie (M. Sc., Jülich)
- Elektrotechnik und Informationstechnik (M. Eng.)
- Energiewirtschafts-Informatik (M. Sc., Jülich)
- Energy Systems (M. Sc., Jülich)
- Facility Management (M. Eng.)
- Industrial Engineering (M. Sc.)
- Information Systems Engineering (M. Eng.)
- International Business Management – Kunden- und Servicemanagement (M. A.)
- International Business Management – Finance, Accounting, Control, Taxation (M. A.)
- International Automotive Engineering (M. Sc.)
- Kommunikationsdesign und Produktdesign (M. A.)
- Management und Entrepreneurship (MBA)
- Mechatronics (M. Sc.)
- Nuclear Applications (M. Sc., Jülich)
- Produktentwicklung (M. Eng.)
- Technomathematik (M. Sc., Jülich)
- Wirtschaftsingenieurwesen (M. Sc.)

## Promotion an der FH Aachen
Seit dem 1. September 2023 ist die Einschreibung in die Promotionsstudiengänge zur Promotion über das Promotionskolleg NRW möglich. Das Ministerium für Kultur und Wissenschaft NRW hat dem Promotionskolleg NRW das Promotionsrecht verliehen, sodass die FH Aachen auf diesem Weg eigenständig Promotionsverfahren durchführen kann. Informationen zum Ablauf können auf der Seite des Promotionskollegs NRW erhalten werden.

## Institute und Forschung

### Institute an der FH Aachen
Die FH Aachen hat im Jahr 2016 zehn Institute. Als Einrichtungen von Fachbereichen und zentralen Institutionen sind diese auf dem Gebiet der Forschung und Entwicklung tätig und dienen der Lehre und dem Studium.
Aachen
- Institut für Baustoffe und Baukonstruktion (IBB): Das IBB bündelt die Kompetenzen des konstruktiven Ingenieurbaus und betreut anwendungsorientierte Forschung sowie Kooperationen mit Industriepartnern in den Bereichen Baustoffe und Baukonstruktionen.
- European Center for Sustainable Mobility (ECSM): Das ECSM bietet ein dienstleistungsorientiertes, interdisziplinäres Forschungs- und  Beratungsangebot für Unternehmen und die öffentliche Hand, um gemeinsam die Mobilität der Zukunft zu gestalten. Es führt Forscher aus den Bereichen Energieversorgung, Elektromobilität, Stadt- und Verkehrsplanung, Fahrzeuge und Antriebe sowie Informationstechnik zusammen, um ganzheitlich Forschungs- und Entwicklungsprojekte im Bereich der nachhaltigen Mobilität zu entwickeln und umzusetzen.
- Institut für Mobile Autonome Systeme und Kognitive Robotik (MASKOR): Das MASKOR-Institut erarbeitet Lösungen für intelligente mobile Robotersysteme. Seine Kernkompetenzen sind die mobile Robotik, die künstliche Intelligenz, die Bildbearbeitung sowie die Visualisierung und Automatisierungstechnik aus der Informatik und dem Maschinenbau.
- Institut für Mikrowellen- und Plasmatechnik (IMP): Das IMP führt nationale und internationale Forschungs- und Entwicklungsvorhaben der Themenfelder Mikrowellentechnik für Leistungsverstärker und Präzisionsmesstechnik, Mikrowellenplasmatechnik für Zündungs-, Licht-, Schneid- und Schweißanwendungen sowie die Breitbandultraschalltechnik und die Reduktion von radioaktiven Abfällen durch. Diese F+E-Arbeiten beruhen oftmals auf den beiden im IMP aufgebauten Basistechnologien zur GHz-Plasmatechnik und zur Mixed-Frequency-Messtechnik, die in[22]  beschrieben sind.
- Institut für Digitalisierung (IDA): Das Team forscht und berät in einer Vielzahl von Themengebieten im Bereich des digitalen Wandels und entwickelt Lösungen im Zuge dessen. Gegründet an der Fachhochschule Aachen bringt das Team Expertise und Erfahrungen aus verschiedenen Bereichen mit, um das Thema aus unterschiedlichen Blickwinkeln zu beleuchten.

Campus Jülich
- Institut für angewandte Polymerchemie (IAP): Das IAP beschäftigt sich mit der Entwicklung neuer polymerer Materialien und magnetischer Nano- und Kunststoffnanopartikel, Hydrogele und Superabsorber, mit der Materialgewinnung auf Basis nachwachsender Rohstoffe sowie der Entwicklung von Latex.
- Institut für Bioengineering (IfB): Das IfB leistet Forschungs- und Entwicklungsarbeiten in den Bereichen Zellbiophysik, Biomechanik, medizinische und molekulare Biologie sowie Zell- und Mikrobiologie.
- Institut für Nano- und Biotechnologien (INB): Das INB entwickelt siliziumbasierte Chemo- und Biosensoren und beschäftigt sich mit Nanoelektronik, Zellkulturtechnik, Enzymtechnik und Pflanzenbiotechnologie.
- Institut NOWUM-Energy: Das NOWUM-Energy beschäftigt sich mit dem Thema Klimaschutz, erforscht und entwickelt Konzepte, Verfahren und Technologien zu den Schwerpunkten Biomasse und Biogas, Energiesysteme und Energiemanagement sowie Umweltverfahrenstechnik.
- Solar-Institut Jülich (SIJ): Das SIJ entwickelt anwendungsorientierte technische Lösungen in den Bereichen der regenerativen und effizienten Energienutzung in Zusammenarbeit mit der Industrie sowie nationalen und internationalen Partnern in Hochschulen und Forschung.

### An-Institute der FH Aachen
Die FH Aachen hat mehrere An-Institute außerhalb der Hochschule. Diese erfüllen Aufgaben, die nicht eigenständig von der Hochschule erbracht werden können.
- 3win-IfiM-Institut für innovativen Maschinenbau: Das 3win-IfiM-Institut führt industrienahe Innovations- und Forschungsprojekte in Kooperation mit ausgesuchten Fachbereichen der FH Aachen durch und begleitet diese von den Anfängen einer Idee bis hin zur Patentanmeldung. Die Schwerpunkte des Instituts liegen im Maschinen- und Anlagenbau sowie der Montage von Baugruppen.
- Institut für Industrieaerodynamik GmbH (I.F.I.): Das I.F.I. führt Prüfungen und Messverfahren auf allen Gebieten der Industrieaerodynamik durch und berät beispielsweise zu den Themen Bauwerksaerodynamik oder Entrauchung.
- Institut für werkzeuglose Fertigung GmbH (IWF): Das IWF beschäftigt sich mit der kundenspezifischen Integration des 3D-Druckens in die unterschiedlichen Industrieumgebungen und bietet eine fertigungsgerechte Konstruktionsanpassung und Neuentwicklung, Datenaufbereitung, Materialstudien sowie Fertigung und Finishing.

### Übergreifendes Institut
Das Interdisciplinary Imaging & Vision Institute Aachen (i3ac) ist ein übergreifendes Institut der RWTH Aachen und der FH Aachen, das Kompetenzen zur Bildgebung, Bildverarbeitung und Visualisierung im Raum Aachen untersucht. Das Konsortium besteht aus Forschern der RWTH, FH und des Forschungszentrums Jülich in Zusammenarbeit mit mehreren Unternehmen.

## Studierendenprojekte
In zahlreichen studentischen Projekten engagieren sich die Studierenden, um so außerhalb der Lehrveranstaltungen noch mehr praktische Erfahrungen zu sammeln. Teilnehmen können alle Studierenden der FH Aachen, die Interesse und Engagement mitbringen. Die studentischen Projekte werden über die Senatskommission für Lehre und Studium (K1) aus zentralen Mitteln gefördert. Vorsitzender der Kommission ist Josef Rosenkranz, Prorektor für Studium und Lehre.
Folgende Projekte gibt es derzeit an der Hochschule (Stand Februar 2016):
- Advanced-AC: Studierende entwickeln neuartige Flugzeugkonfigurationen, die deutlich effizienter sind als aktuelle Flugzeuge.
- Aixtreme Racing: Studierende konstruieren einen Rennwagen, mit dem sie Wettkämpfe der Formula Student in ganz Europa bestreiten.
- BOXHORN: Studierende des Fachbereichs Gestaltung erarbeiten ein halbjährlich erscheinendes Magazin und übernehmen dessen Planung, Organisation, Redaktion, Gestaltung, Marketing, Finanzierung und Vertrieb.
- Campus 52: Studierende aller Aachener Hochschulen erstellen Fernsehbeiträge über die Studierendenwelt Aachens. Dabei übernehmen sie Recherche, Organisation, Dreh und Schnitt in Eigenverantwortung.
- Compass2: Studierende befassen sich mit der Entwicklung und dem Bau von Kleinsatelliten nach dem CubeSat-Standard, die für wissenschaftliche Experimente genutzt werden.
- EduPrint: Studierende entwickeln neuartige Druckprozesse von generativen Fertigungsverfahren (3D-Druck) und modifizieren diese für den aktuellen Gebrauch
- ErstSemesterProjekt (ESP): Ausbildung der studentischen Erstsemestertutoren auf Tutorenseminaren und Betreuung der Erstsemesterarbeit
- Elektrifizierung Smart: Studierende des Fachbereichs Elektrotechnik und Informationstechnik bauen ein konventionell angetriebenes Fahrzeug zu einem Elektroauto um
- Hovercraft: Studierende konstruieren und bauen ein manntragendes Luftkissenboot, mit dem in Zukunft an Meisterschaften teilgenommen werden soll
- Kicker 2.0: Studierende der Fachbereiche Medizintechnik und Technomathematik sowie Energietechnik entwickeln eine computerbasierte Visualisierung des Spielgeschehens auf einem handelsüblichen Kickertisch
- Luna: Studierende des Fachbereichs Luft- und Raumfahrttechnik bauen ein straßengebundenes Hybridprototypenfahrzeug, um dies schrittweise auf alternative Kraftstoffe umzurüsten und es als Laborfahrzeug für die Lehre zu nutzen
- LuRa: Studierende konstruieren ein Großmodellsegelflugzeug. Gleichzeitig werden mit einem Nurflügel Messflüge durchgeführt, um flugrelevante Daten zu ermitteln.
- RoboCup: Studierende der FH und der RWTH Aachen programmieren im Team ‚‘Carologistics‘‘ autonome Roboter und nehmen damit erfolgreich an den RoboCup-Meisterschaften teil. Derzeit sind die Carologistics amtierende Weltmeister in der RoboCup Logistics League.
- Sephyra: Studierende des Fachbereichs Luft- und Raumfahrttechnik entwickeln eine einstufige Hybridrakete, bei deren Flug Messungen erhoben werden.

## Internationales
Die FH Aachen weist einen hohen Grad an Internationalisierung auf. Dies ist vor allem bedingt durch eine beträchtliche Anzahl an gemeinsamen Studiengängen mit internationalen Partnerhochschulen sowie durch eine hohe Übergangsquote von Absolventen in internationale Konzerne, insbesondere im Automobil- sowie im Luft- und Raumfahrtbereich. Die FH arbeitet mit über 80 Partnerhochschulen im europäischen Ausland sowie mit 40 Partnern im außereuropäischen Raum zusammen. Der Anteil der ausländischen Studierenden an der FH Aachen liegt derzeit bei über 19 %. Seit 2011 kooperiert die Hochschule mit der Université Moulay Ismaïl in Meknès, (Marokko). Bereits zwei Bachelorstudiengänge, Angewandte Chemie des Fachbereichs Chemie und Biotechnologie (seit 2011) sowie Elektrotechnik des Fachbereichs Energietechnik (seit 2014) werden in Kooperation mit der marokkanischen Hochschule angeboten. Insbesondere der Fachbereich Wirtschaftswissenschaften unterhält Kooperationen mit Hochschulen auf der ganzen Welt und bietet mehrere internationale Studiengänge an. Die FH Aachen bietet insgesamt fünf auslandsorientierte Studiengänge (AOS) an, die deutschen und internationalen Studierenden eine explizit internationale Ausrichtung ihres Studiums ermöglichen.
Das Sprachenzentrum an der FH Aachen ist das größte Prüfungszentrum der Euregio Maas-Rhein für akademische Sprachprüfungen (unter anderem DSH, TestDaF, IELTS, TOEFL, TOEIC, Zertifikat Deutsch). Im Rahmen des seit 1996 durchgeführten Aachener Sprachsommers kommen jährlich über 300 internationale Studierende (2016: 345 Teilnehmer, darunter 180 DAAD-Stipendiaten) nach Aachen und nehmen an dem internationalen Programm teil. Das Sprachenzentrum führt zudem seit Mai 2007 den Studierfähigkeitstest TestAS durch.

### Akademisches Auslandsamt
Das Akademische Auslandsamt der FH Aachen ist die zentrale Anlaufstelle für deutsche und ausländische Hochschulangehörige der FH Aachen. Es verwaltet, koordiniert und fördert die internationalen Beziehungen und Partnerschaften und ist Ansprechpartner für alle Fragen rund um die Internationalität von Studium und Lehre. Darüber hinaus betreut das Auslandsamt die ausländischen Studierenden an der FH Aachen und gibt Hilfestellungen bei Alltagsproblemen sowie bei besonderen fachlichen Schwierigkeiten. Außerdem berät und informiert es Studierende, die einen Teil ihres Studiums im Ausland absolvieren möchten über Studienmöglichkeiten und Stipendien.
Unter anderem organisiert das AAA verschiedene Summer Schools an der Hochschule.

### Summer Schools
Die FH Aachen bietet folgende Summer Schools in den Semesterferien an:
- 3D Printing School: Die Studierenden lernen in der 3D Printing School eigene Drucker zu bauen und in Betrieb zu nehmen. Organisiert wird die Summer School vom GoetheLab des Fachbereichs Maschinenbau und Mechatronik, das auch mit dem FabBus, dem fahrenden 3D-Druckerlabor, tourt und so die Technik des 3D-Druckens vor Ort verbreitet.
- ROS Summer School: Die Fachbereiche Elektrotechnik und Informationstechnik, Maschinenbau und Mechatronik sowie das MASKOR-Institut (Mobile Autonome Systeme und Kognitive Robotik) veranstaltet diese Summer School, in der über 70 Studierende aus über 20 Nationen an die FH Aachen kommen. Hier lernen die Studierenden den Umgang mit dem Robot Operating System (ROS), einem „Betriebssystem“ für autonome mobile Roboter.
- Renewable Energy: Bereits seit 1985 führt das Solar-Institut Jülich (SIJ) der FH Aachen die Sommerschule Regenerative Energie/Summer School Renewable Energy mit rund 50 Studierenden aus ganz Deutschland und dem Ausland durch. Das Programm bietet einen Überblick über Potentiale, Technologien und Anwendungsmöglichkeiten erneuerbarer Energie und rationeller Energieverwendung. In Fachvorträgen, Praktika und Exkursionen erhalten die Studierenden aktuelles Wissen zu innovativen und nachhaltigen Energiesystemen.
- Flying Practice: In der Summer School Flying Practice des Fachbereichs Luft- und Raumfahrttechnik erlernen Studierende das Segelfliegen. Die Veranstaltung findet auf dem Flugplatz Merzbrück statt.

### Freshman Institute

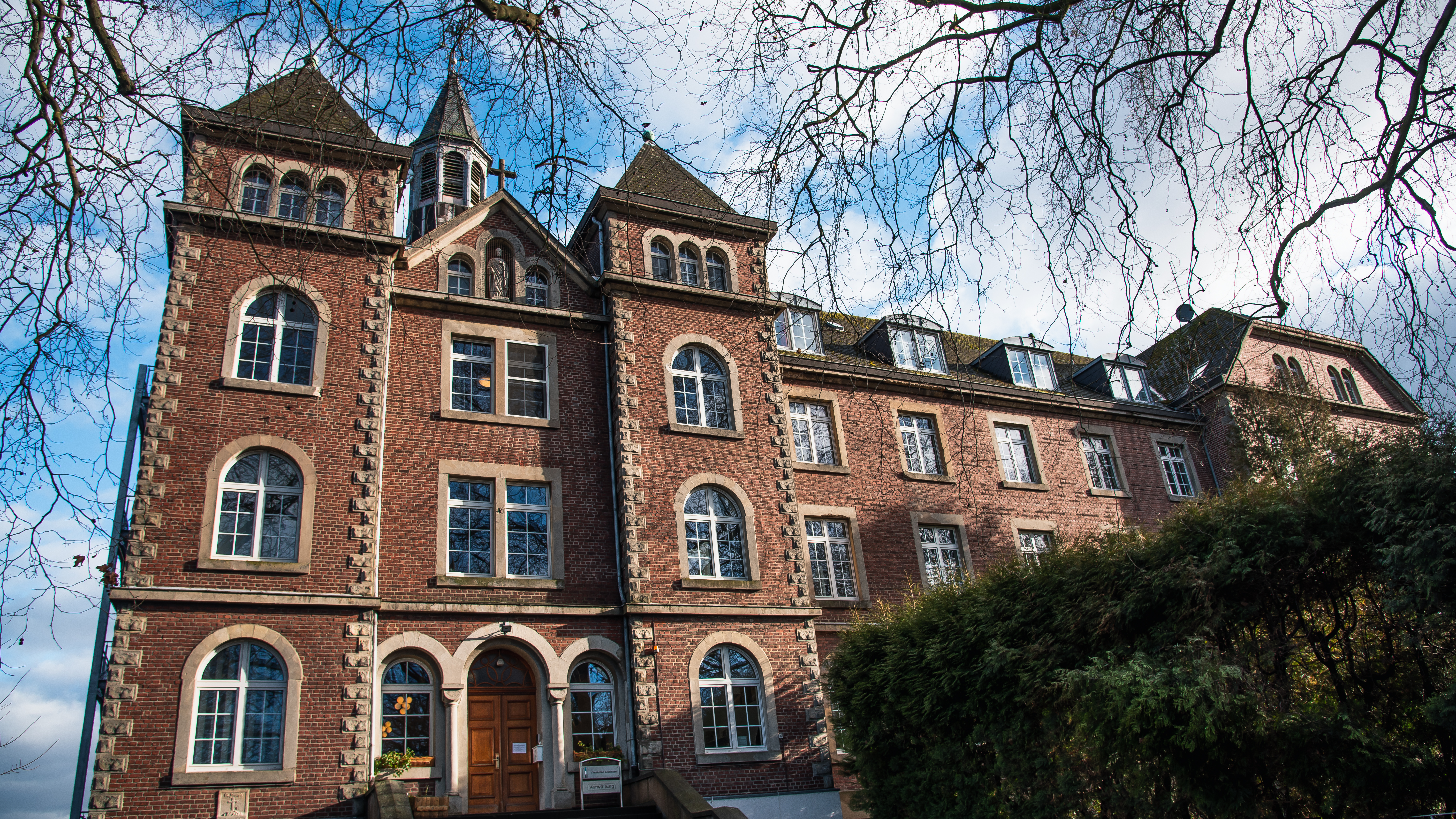
Freshman Program Hauptgebäude

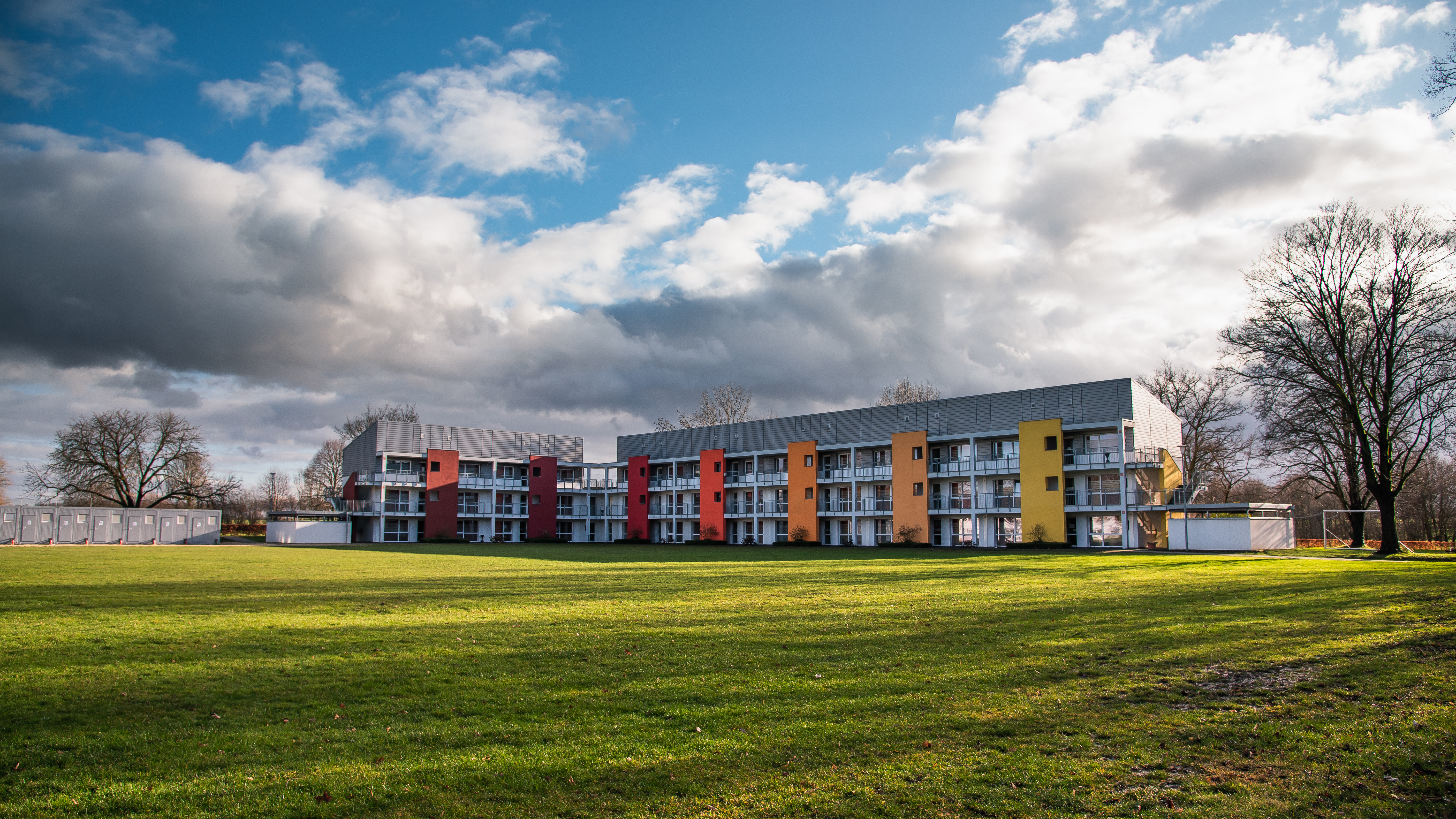
Eines der Studentenwohnheime auf dem Freshman Program Campus in Geilenkirchen

Als zentrale wissenschaftliche Einrichtung der FH Aachen betreibt das Freshman Institute (FI) in Kooperation mit dem Aachen Institute of Applied Sciences (AcIAS e. V.) das Freshman Program (Studienkolleg der FH Aachen). Das Freshman Program qualifiziert ausländische Studienbewerber für ein Studium an einer deutschen Hochschule. Hierbei können die Regeln der Zentralstelle für ausländisches Bildungswesen (ZaB) durch eine eigene Aufnahmeprüfung zum Studienkolleg ersetzt werden. Dies betrifft nicht nur deutschsprachige Studiengänge, sondern darüber hinaus auch englischsprachige Studiengänge. Das in Internatsstruktur durchgeführte Programm besuchen jährlich ca. 300 internationale Studierende am Standort Geilenkirchen, hauptsächlich in den Schwerpunktkursen Ingenieurwissenschaften, Wirtschaftswissenschaften und Medizin. Ein besonderes Highlight ist die Möglichkeit, auf Englisch zu beginnen und dann auf Deutsch zu studieren. Partnerhochschulen des Freshman Institutes sind neben der FH Aachen die Universität Duisburg-Essen, die FH Südwestfalen und die FH Dortmund.
- Geschichte des Freshman Institutes

2001
• Projektverantwortlicher Direktor: Hermann Josef Buchkremer, Rektor der FH Aachen
• erstmalige Durchführung eines kompletten Freshman Program unter provisorischer Leitung des Vereins AcIAS (Aachen Institute of Applied Sciences e. V.) mit 30 Teilnehmern aus der Volksrepublik China.
2002
• Einbruch der Teilnehmerzahlen nach Einrichtung der Akademische Prüfstelle bei der deutschen Botschaft in Beijing und Auftreten der Krankheit SARS
2005
• Einführung als Modellprojekt durch das Schulministerium Nordrhein-Westfalen (NRW)
2006
• Anerkennung als APS-Sonderverfahren, 60 Teilnehmer, davon 44 Chinesen
• Aufnahmeprüfung in den Heimatländern durch die FH Aachen
• Unterbringung der Teilnehmer auf dem Campus in Linnich
2007
• Gründung des Freshman Institute als zentrale wissenschaftliche Einrichtung der FH Aachen
• Direktor: Hermann Josef Buchkremer
• 130 Teilnehmer, vorwiegend aus Volksrepublik China, Aserbaidschan, Türkei
2008
• 190 Teilnehmer vorwiegend aus Volksrepublik China, Indien, Indonesien, Iran
• Universität Duisburg-Essen und FH Südwestfalen werden Konsortialpartner
2009
• 240 Teilnehmer
• 45 Teilnehmer werden am Standort Geilenkirchen, Loherhof untergebracht und erstmals auf ein Studium in Wirtschaftswissenschaften hin unterrichtet
• Hochschule Rhein-Waal tritt dem Konsortium bei
• Erstmalige Vergabe von 40 Landesstipendien
2010
• Standort Geilenkirchen kommt hinzu mit erweitertem Kursangebot für Wirtschaft, Geisteswissenschaften und Medizin
• Forschungszentrum Jülich bietet erstmals Praktikumsplätze für Freshmen an
• 285 Teilnehmer
2012
• Standort Bedburg-Hau öffnet mit 85 Teilnehmer
2013
• Endgültige Aufgabe des Standortes Linnich
• Neubau Studierendenwohnheim in Geilenkirchen
2014
• Zum Wintersemester 2014 werden aus Platzmangel 40 Teilnehmer vorübergehend in Aachen untergebracht und unterrichtet.
2015
• 500 Teilnehmer aus 30 Nationen sind im Freshman Program zum Wintersemester 2015 eingeschrieben
2017
• Freshman Bewerber aus China, Vietnam und Mongolei können ohne APS-Verfahren direkt bei den zuständigen Konsulaten ein Visum beantragen, solange sie nach dem Freshman Program an Hochschulen in Nordrhein-Westfalen weiterstudieren.
2018
• Eröffnung eines Studienkollegs in Kenitra, Marokko
• Neuer Direktor zum 1. September 2018: Josef Hodapp
• Aufgabe des Standortes Bedburg-Hau
2019
• Das Freshman Institute der FH Aachen bietet auch die Studiengänge Schienenfahrzeugtechnik und Augenoptik und Optometrie mit Studienplatzgarantie an.
2020
• Trotz vieler Hindernisse ist das Freshman Program 2020/21 im Herbst gestartet. Ende Dezember 2020 befanden sich mehr als die Hälfte der Studierenden in Deutschland. Es fand gemeinsamer Unterricht statt – entweder online, sofern sich die Teilnehmenden noch in ihrem Heimatland befanden – oder auf dem Campus Geilenkirchen im Klassenzimmer. Aufnahmeprüfungen wurden regelmäßig online angeboten, um mehr Bewerbern aus aller Welt die Möglichkeit zu geben, am Freshman Program teilzunehmen.
2021
• Durch Hybrid-Unterricht – eine Kombination aus Live-Online- und Präsenzunterricht – konnten Freshman Studierende sowohl auf dem Campus als auch noch in ihren Heimatländern gemeinsam lernen.
• Fast alle Studierenden konnten nach Deutschland kommen und sich auf dem Campus austauschen.
• Online-Aufnahmeprüfungen ermöglichten die Teilnahme von Bewerberinnen und Bewerbern aus der ganzen Welt und erhöhten die internationale Vielfalt.
• Das Programm English Track FeP (FeP = Feststellungsprüfung) ist gestartet. Nach dem Freshman Program können sich Studierende für alle englischsprachigen Bachelor-Studiengänge in Nordrhein-Westfalen bewerben.
2022
• Die ersten Absolventen des English Track FeP sind alle erfolgreich in englischsprachigen Bachelor-Studiengängen in Nordrhein-Westfalen angenommen worden.
• Einige Studierende des English to German Track, die keine Vorkenntnisse in Deutsch hatten, nahmen im August und September online an einem Deutschkurs für Anfänger teil und sind so besser vorbereitet in das Freshman Program 2022/2023 gestartet.
2023
• Neuer Direktor zum 1. September 2023: Hans-Josef Ackermann
2025
• Stellvertretende Direktorin des Freshman Institute zum 1. Januar 2025: Linda Steuer-Dankert
• Geschäftsführerin Freshman Institute zum 1. Januar 2025: Susanne Jähnig, Lateinamerika
• Erweiterung der Studienmöglichkeiten im English to German Track durch Bachelorstudiengänge an der FH Dortmund

## Stipendienprogramm
Seit dem Wintersemester 2009/10 vergibt die FH Aachen Stipendien. Diese sollen leistungsstarken Studierenden ein zügiges und konzentriertes Studium erleichtern. Zu diesem Ziel soll der monatliche, finanzielle Zuschuss, dessen Laufzeit ein Jahr beträgt, aus dem Stipendienprogramm beitragen. Ein weiterer Fokus liegt auf der frühzeitigen Vernetzung der Studierenden mit der regionalen Wirtschaft. Ein Stipendium wird je zur Hälfte von privaten Förderern und vom Bundprogramm „Deutschlandstipendien“ erbracht.
Die Stipendien sind Leistungsstipendien und werden an Studierende vergeben, deren bisheriger Werdegang besonders gute Studienleistungen erwarten lässt. Neben den bisher erbrachten Studienleistungen geht außerfachliches Engagement sowie Angaben zu persönlichem und familiärem Hintergrund mit 20 % Gewichtung in die Bewertung ein und müssen bei positivem Bescheid nachgewiesen werden. Die Vergabe der Stipendien steht aber auch in Abhängigkeit zu den Wünschen der privaten Förderer in Bezug auf Fachbereich, Studiengang/Vertiefung und Semesterzahl.
Formale Voraussetzung für die Stipendienvergabe ist die Einschreibung an der FH Aachen als ordentliche(r) Studierende(r). Außerdem bewerben können sich Personen, die kurz vor der Aufnahme eines Studiums an der FH Aachen stehen, d. h. zum Wintersemester ein Studium an der FH Aachen aufnehmen möchten aber noch nicht eingeschrieben sind. Die Bewerber sollten sich zum Zeitpunkt der Stipendienvergabe in der Regelstudienzeit befinden und voraussichtlich noch mindestens zwei Semester eingeschrieben sein.

### Anzahl der Förderer und Stipendien
| Stipendienjahr | Anzahl Förderer | Anzahl vergebene Stipendien |
| -------------- | --------------- | --------------------------- |
| 2011/2012      | 24              | 56                          |
| 2012/2013      | 36              | 63                          |
| 2013/2014      | 40              | 70                          |
| 2014/2015      | 43              | 74                          |
| 2015/2016      | 43              | 84                          |
| 2016/2017      | 44              | 88                          |
| 2017/2018      | 40              | 81                          |
| 2018/2019      | 50              | 98                          |

## HAWtech-Verbund
Die FH Aachen hat gemeinsam mit der HTW Berlin, der HS Darmstadt, der Hochschule Esslingen, der Hochschule für Technik und Wirtschaft Dresden sowie der Hochschule Karlsruhe den HAWtech-Verbund, die HochschulAllianz für Angewandte Wissenschaften, gegründet. Seit ihrer Gründung 2009 setzt die HAWtech sich für eine enge Kooperation in den Bereichen Lehre, Forschung, Technologietransfer, Weiterbildung und Hochschulmanagement ein. Insgesamt sind an den Hochschulen der HAWtech rund 61.000 Studierende eingeschrieben.
Der Zusammenschluss dieser deutschen Fachhochschulen hat zum Ziel, vorhandene Stärken weiter auszubauen, gemeinsam neue Felder zu erschließen sowie nationale und internationale Sichtbarkeit zu erreichen. Unter anderem soll in der Allianz der MINT-Bereich (Mathematik, Informatik, Naturwissenschaft und Technik) gefördert werden. Seit Oktober 2015 ist Marcus Baumann, Rektor der FH Aachen, Sprecher der HAWtech und hat damit turnusgemäß für die nächsten zwei Jahre dieses Amt inne.

## Kulturelles

### Big Band & Combo
Seit 2007 gibt es an der FH Aachen eine Big Band und eine Jazz Combo, in denen Studierende, Mitarbeitende und Ehemalige musizieren. Die Bands proben unter professioneller Anleitung wöchentlich und sie treten bei Hochschulveranstaltungen wie auch bei verschiedenen anderen Gelegenheiten in und um Aachen auf.

### Chor
Neben der Big Band gibt es auch seit 2007 einen Chor, in dem Studierende, Mitarbeitende und Ehemalige singen. Er probt auch unter professioneller Anleitung regelmäßig und bietet Trainings für Stimmbildung an. Wie die Big Band und die Combo tritt er bei Hochschulveranstaltungen wie auch bei verschiedenen anderen Gelegenheiten in und um Aachen auf.

### Studentische Angebote
Der AStA der FH bietet verschiedene Veranstaltungen an. Daneben werden von den Fachschaften, teilweise kurzfristig oder spontan, verschiedene Angebote gemacht. Am Campus Jülich gibt es z. B. Zusammenarbeiten mit dem Kulturbahnhof Jülich.

## Sportangebot
Das Sportangebot für Studierende wird in Aachen zentral für alle Hochschulen über das Hochschulsportzentrum organisiert. Angeboten werden rund 100 Sportarten.

## Familienfreundliche Hochschule

### Audit berufundfamilie
Im Jahr 2013 wurde die FH Aachen als familienfreundliche Hochschule reauditiert („audit familiengerechte hochschule“).

### Gleichstellung
Das Gleichstellungsbüro der FH Aachen bemüht sich um die Gleichstellung von Frauen und Männern an der Hochschule. Dabei geht es auch um die Vereinbarkeit von Arbeit und Familienaufgaben für Hochschulangestellte und Studierende. So werden beispielsweise Maßnahmen für mehr weibliche Studierende in den MINT-Fächern ergriffen oder unterstützende Angebote für Studierende mit Kindern ausgebaut. Aber auch Frauen in Führungspositionen und im wissenschaftlichen Bereich der Hochschule werden u. a. durch Weiterbildungs- und Qualifizierungsmaßnahmen gefördert.

## Bekannte Lehrende
- Wolfgang Becker (1936–2024), Kunsthistoriker
- Walther Bergmann (1914–1979), Grafikdesigner
- Wolfgang Bier (1943–1998), deutscher Bildhauer, Maler, Graphiker und Keramiker
- Lutz Brockhaus (1945–2016), Bildhauerei
- Doris Casse-Schlüter (1942–2022), Grafikdesignerin
- Ivo Dekovic (* 1952), Gestaltung
- Klaus Endrikat (1939–2023), Grafiker
- Gisela Engeln-Müllges (* 1940), Numerische Mathematik
- René Flosdorff (1929–2017), Elektrotechnik
- Thomas Griese (* 1956), Lehrbeauftragter 1986–1995 in Arbeitsrecht
- Heinrich Hemme (* 1955), Physik
- Holger Heuermann (* 1964), Elektrotechnik
- Gregor Jansen (* 1965), deutscher Kunsthistoriker und Ausstellungsmacher
- Hans Kals (1927–1989), Wirtschaftswissenschaft
- Christoph Kappesser (1960–2020), Bildhauerei
- Ludger Knepper (* 1950), Produktionslogistik
- Günther Knipp (1935–2019), Lehrbeauftragter im Fachbereich Design von 1979 bis 2000
- Kathrin Kroll-Ludwigs (* 1975), Rechtswissenschaftlerin
- Karl Gerd Krumbach (1926–2015), Architektur
- Christiane Maether (* 1941), Kunst
- Andreas Magdanz (* 1963), Fotografie
- Thomas Mang (* 1952), Chemie
- Jesco von Puttkamer (1933–2012), Honorarprofessor 1985–2000
- Dorothee Rocke (* 1949), deutsche Künstlerin
- Hans-Karl Rouette (* 1939), Textilveredelung und Ökologie
- Karl-Henning Seemann (1934–2023), Bildhauer
- Thomas Siepmann (* 1958), Informatik und Computer-aided Engineering
- Michael Timme (* 1971), Bürgerliches Recht, Handels- und Wirtschaftsrecht
- Heinz Tobolla (1925–2013), Bildhauer
- Fritz Ulrich (1924–1975), Kunstschmied
- Walter Bauer-Wabnegg (* 1954), Medientheorie und Medienpraxis
- Benno Werth (1929–2015), Plastisches Gestalten und Formgestalten

## Bekannte Absolventen
An der FH Aachen haben unter anderem folgende Persönlichkeiten studiert:
- Manfred Bredohl (1944–2002), deutscher Diplom-Designer und Kunstschmied
- Shawn Bu (* 1986), deutscher Filmregisseur und Webvideoproduzent
- Vladimir Budde (1952–2011), deutscher Schachspieler
- Elmar Geulen (* 1957), deutscher Motorrad-Rennfahrer
- Achim Großmann (1947–2023), deutscher Politiker (SPD)
- Arndt von Koenigsmarck (* 1970), Fachbuchautor
- Heidi Kosche (* 1949), deutsche Politikerin (Bündnis 90/Die Grünen)
- Erwin Lammenett (* 1964), deutscher Wirtschaftswissenschaftler
- Axel Lange (* 1963), deutscher Luftfahrtpionier und Unternehmer
- Theo Maas (* 1957), Vorstandsvorsitzender der A. Friedr. Flender Aktiengesellschaft
- Manfred Mahsberg (* 1963), deutscher Maler
- Manfred Mai (* 1953), deutscher Politikwissenschaftler
- Helmut Maintz (* 1959), Bauingenieur und Aachener Dombaumeister
- Ralf Metzenmacher (1964–2020), deutscher Maler und Designer
- Dietmar Momm (1946–2008), deutscher Bildhauer
- Tom Moosmayer (* 1979), belgischer Fußballspieler
- Christoph Mueller (* 1980), Cartoonist und Illustrator
- Petra Müller (* 1960), deutsche Politikerin (FDP)
- Silvio Neuendorf (* 1967), deutscher Kinderbuchillustrator
- Edmund Neugebauer (* 1949), deutscher Chemiker
- Wolfgang Ortmanns (* 1958), deutscher Wirtschaftswissenschaftler
- Eric Peters (* 1952), deutscher Maler
- Norbert Pohlmann (* 1960), deutscher Hochschullehrer
- Dieter Scheiff (* 1952), deutscher Manager
- Heinz Schmitz (1940–1992), deutscher Architekt und Stadtplaner
- Peter Schoenen (1952–2014), deutscher Lehrer und Sachbuchautor
- Hermann Tilke (* 1954), deutscher Bauingenieur, führend im Rennstreckenbau
- Stefan Ulrich (* 1976), deutscher Wasserspringer
- Sabine Verheyen (* 1964), deutsche Politikerin (CDU)
- Harry Voigtsberger (* 1950), deutscher Politiker (SPD), 2010–2012 Wirtschaftsminister des Landes Nordrhein-Westfalen im Kabinett Kraft I
- Mario Wagner (* 1974), Illustrator
- Leonard Wübbena (* 1946), Bildhauer/Metallplastiker
- Jürgen Zieger (* 1955), Oberbürgermeister a. D. von Esslingen am Neckar

## Rektoren und Kanzler

### Rektoren
- 1971–1984: Helmut Strehl †
- 1984–1987: Hildegard Reitz †
- 1987–1991: René Flosdorff †
- 1991–2005: Hermann Josef Buchkremer
- 2005–2009: Manfred Schulte-Zurhausen
- 2009–2021: Marcus Baumann
- 2021–2023: Bernd Pietschmann †[41]
- 2023–2024: Josef Rosenkranz (kommissarisch)[42]
- seit 2024: Thomas Ritz[43]

### Kanzler
- 1973–2000: Peter Michael Reusch
- 2000–2012: Reiner Smeetz
- seit 2012: Volker Stempel